# Plagiophrys
Plagiophrys, en ocasiones erróneamente denominado Arplagiophrum, es un género de foraminífero bentónico de la familia Lagynidae, del suborden Allogromiina y del orden Allogromiida. Su especie-tipo es Plagiophrys cylindrica. Su rango cronoestratigráfico abarca el Holoceno.

## Clasificación
Plagiophrys incluye a las siguientes especies:
- Plagiophrys cylindrica
- Plagiophrys hertwigianus
- Plagiophrys sacciformis
- Plagiophrys scutiformis
- Plagiophrys sphaerica